# 怀米娅·泰厄斯
怀米娅·泰厄斯（英語：Wyomia Tyus，1945年8月29日—），美国女子田径运动员。她曾代表美国参加1964年和1968年夏季奥林匹克运动会田径比赛，获得三枚金牌和一枚银牌。